# Lijst van nummer 1-hits in de Radio 2 Top 30 in 2002
Deze hits stonden in 2002 op nummer 1 in de Vlaamse Radio 2 Top 30.
| Nummer | Datum        | Artiest               | Titel                      |
| ------ | ------------ | --------------------- | -------------------------- |
| 538    | 5 januari    | Kate Winslet          | What if                    |
|        | 12 januari   | Kate Winslet          | What if                    |
|        | 19 januari   | Kate Winslet          | What if                    |
|        | 26 januari   | Kate Winslet          | What if                    |
|        | 2 februari   | Kate Winslet          | What if                    |
| 539    | 9 februari   | Marco & Sita          | Lopen op het water         |
|        | 16 februari  | Marco & Sita          | Lopen op het water         |
|        | 23 februari  | Marco & Sita          | Lopen op het water         |
| 540    | 2 maart      | Shakira               | Whenever wherever          |
|        | 9 maart      | Shakira               | Whenever wherever          |
|        | 16 maart     | Shakira               | Whenever wherever          |
|        | 23 maart     | Shakira               | Whenever wherever          |
|        | 30 maart     | Shakira               | Whenever wherever          |
|        | 6 april      | Shakira               | Whenever wherever          |
|        | 13 april     | Shakira               | Whenever wherever          |
|        | 20 april     | Shakira               | Whenever wherever          |
| 541    | 27 april     | Kate Ryan             | Désenchantée               |
|        | 4 mei        | Kate Ryan             | Désenchantée               |
|        | 11 mei       | Kate Ryan             | Désenchantée               |
|        | 18 mei       | Kate Ryan             | Désenchantée               |
|        | 25 mei       | Kate Ryan             | Désenchantée               |
|        | 1 juni       | Kate Ryan             | Désenchantée               |
| 542    | 8 juni       | Ronan Keating         | If tomorrow never comes    |
|        | 15 juni      | Ronan Keating         | If tomorrow never comes    |
| 543    | 22 juni      | Shakira               | Underneath your clothes    |
|        | 29 juni      | Shakira               | Underneath your clothes    |
|        | 6 juli       | Shakira               | Underneath your clothes    |
|        | 13 juli      | Shakira               | Underneath your clothes    |
|        | 20 juli      | Shakira               | Underneath your clothes    |
|        | 27 juli      | Shakira               | Underneath your clothes    |
|        | 3 augustus   | Shakira               | Underneath your clothes    |
|        | 10 augustus  | Shakira               | Underneath your clothes    |
| 544    | 17 augustus  | Vanessa Carlton       | A thousand miles           |
| 545    | 24 augustus  | Céline Dion           | I'm alive                  |
| 546    | 31 augustus  | Las Ketchup           | The ketchup song (Aserejé) |
|        | 7 september  | Las Ketchup           | The ketchup song (Aserejé) |
|        | 14 september | Las Ketchup           | The ketchup song (Aserejé) |
|        | 21 september | Las Ketchup           | The ketchup song (Aserejé) |
|        | 28 september | Las Ketchup           | The ketchup song (Aserejé) |
|        | 5 oktober    | Las Ketchup           | The ketchup song (Aserejé) |
|        | 12 oktober   | Las Ketchup           | The ketchup song (Aserejé) |
|        | 19 oktober   | Las Ketchup           | The ketchup song (Aserejé) |
|        | 26 oktober   | Las Ketchup           | The ketchup song (Aserejé) |
|        | 2 november   | Las Ketchup           | The ketchup song (Aserejé) |
|        | 9 november   | Las Ketchup           | The ketchup song (Aserejé) |
|        | 16 november  | Las Ketchup           | The ketchup song (Aserejé) |
| 547    | 23 november  | Nelly & Kelly Rowland | Dilemma                    |
|        | 30 november  | Nelly & Kelly Rowland | Dilemma                    |
|        | 7 december   | Nelly & Kelly Rowland | Dilemma                    |
|        | 14 december  | Nelly & Kelly Rowland | Dilemma                    |
|        | 21 december  | Nelly & Kelly Rowland | Dilemma                    |
|        | 28 december  | Nelly & Kelly Rowland | Dilemma                    |